# Chamberlainova válečná vláda
Chamberlainova válečná vláda, někdy též pátá národní vláda, úřadovala necelý rok v letech 1939 až 1940. Byla poslední národní vládou Spojeného království. Vlády se účastnili politici Konzervativní strany, Liberální národní strany a národních labouristů; drtivou většinu ministerských pozic obsadili konzervativci. Vláda nastoupila 3. září 1939 po vyhlášení války Německu. Vedení války v následujících měsících ale postrádalo iniciativu a Němci obsazovali jeden stát za druhým. 7. a 8. května 1940 proto proběhla v Dolní sněmovně rozprava o invazi do Norska, při které vláda ztratila spousty zastánců; v reakci na to podal Chamberlain demisi a novou vládu sestavil za účasti labouristů Winston Churchill.

## Historie

### Podivná válka
3. září 1939 vyhlásila Británie a Francie v reakci na německou invazi do Polska válku Německu. Následně premiér Neville Chamberlain představil novou vládu, ve které fungoval devítičlenný válečný kabinet. Do kabinetu přizval Winstona Churchilla jako prvního lorda admirality, který se v průběhu roku 1939 těšil rostoucí popularitě, související s jeho odmítáním Mnichovské dohody o rok dříve.
Vedení války nicméně vázlo. V této části konfliktu zvané „podivná válka“ byla iniciativa zcela ponechána na Hitlerovi. Wehrmacht v září 1939 obsadil Polsko, v dubnu 1940 Dánsko a Norsko a v květnu Nizozemsko a Belgii. Přestože Královské námořnictvo ovládalo moře a Němci zde utrpěli velké ztráty, pozemní síly nebyly příliš úspěšné a ani RAF nebyla s to operovat daleko od základen, nacisté tedy kontrolovali i vzduch. V podstatě celé západní pobřeží Evropy bylo k dispozici pro německé ponorkové základny.

### Rozprava o Norsku

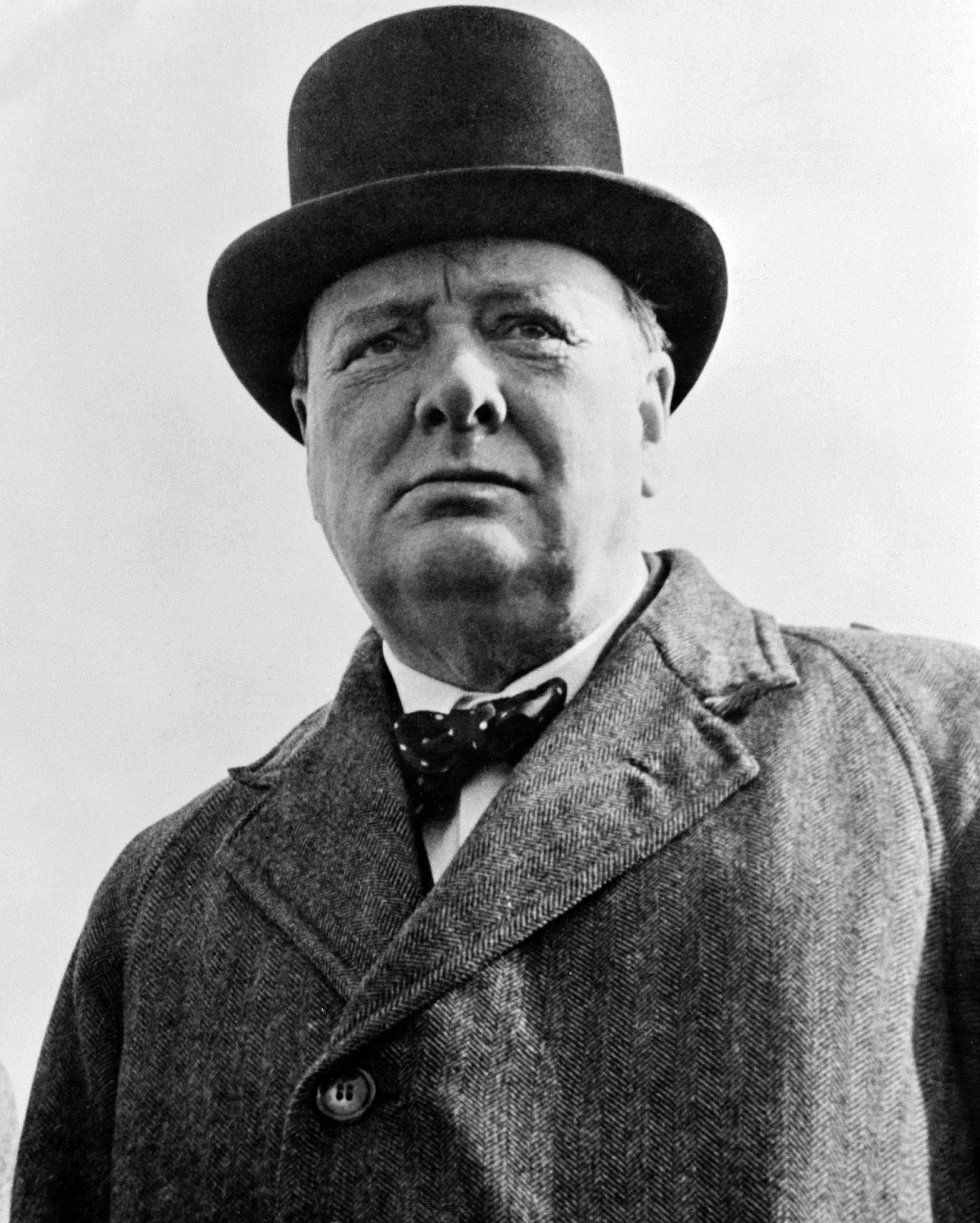
Winston Churchill

7. května 1940 Chamberlain ustoupil tlaku opozice a svolil k dvoudenní parlamentní debatě o neúspěšné britské intervenci do Norska. Jednání zahájil zdrženlivou a unavenou úvodní řečí, kterou označovali za slabý výkon i jeho zastánci. Vůdce Labouristické strany Clement Attlee kritizoval neúspěch intervence jako výsledek řady předchozích chyb a naprosto chybějící iniciativy ze strany kabinetu. To určilo vzorec, na jehož základě se rozprava ubírala dál: vládní představitelé se soustředili pouze na detaily norské akce, opozice ji viděla v kontextu dlouhodobých obecných selhání. Postupně se Chamberlain a vláda dostala pod palbu ostré kritiky, která se ovšem vyhýbala prvnímu lordu admirality Churchillovi.
| „                                                                  | Seděl jste tady dost dlouho a nic dobrého neudělal. Odejděte, říkám Vám, ať již máme od Vás pokoj! Ve jménu Božím, odejděte! | “ |
| — Leo Amery, poslanec za Konzervativní stranu, vůči Chamberlainovi | |   |

Druhého dne kritika pokračovala, přestože Winston Churchill vystoupil s energickým projevem na podporu vlády jakožto demonstrací své loajality. Atmosféra ve sněmovně houstla; ačkoli to zpočátku nemělo v úmyslu, rozhodlo se labouristické vedení vyvolat hlasování o nedůvěře vládě. I když vláda obstála poměrem 281:200, běžná vládní většina se drasticky zmenšila a výsledek hlasování znamenal velkou politickou porážku.
V reakci na rozpravu Chamberlain 10. května rezignoval; nyní bylo jasné, že musí nastoupit koalice všech stran. Vzhledem k dlouholeté vzájemné nedůvěře ale labouristé odmítli sloužit pod Chamberlainem. Svou účast ve vládě podmínili Churchillem nebo ministrem zahraničí lordem Halifaxem v křesle premiéra. Halifax úřad vzhledem ke svému členství ve Sněmovně lordů odmítl; nový kabinet tedy vedl Churchill.

## Legitimita vlády
| Vládní strana            | Hlasy ve volbách | % zisk | Mandáty v Dolní sněmovně | Křesla v kabinetu | Křesla ve válečném kabinetu | Vůdce strany        |
| ------------------------ | ---------------- | ------ | ------------------------ | ----------------- | --------------------------- | ------------------- |
| Konzervativní strana     | 10 025 083       | 47,8 % | 387/615                  | 18                | 5                           | Neville Chamberlain |
| Liberální národní strana | 784 608          | 3,7 %  | 33/615                   | 4                 | 2                           | Sir John Simon      |
| Národní labouristé       | 321 028          | 1,5 %  | 8/615                    | 2                 | -                           | Malcolm MacDonald   |
| nezávislí                | 53 189           | 0,3 %  | 1/615                    | 3                 | 2                           | -                   |
| Vládní strany celkem     | 11 183 908       | 51,8 % | 429/615                  | 21                | 9                           | Neville Chamberlain |

## Válečný kabinet
Pro účely vedení války byl vytvořen malý válečný kabinet, jenž měl 9 členů a byli v něm tito ministři:
- Neville Chamberlain – premiér
- Sir Samuel Hoare – lord strážce pečeti
- Sir John Simon – kancléř státní pokladny[p 2]
- Vikomt Halifax – ministr zahraničí
- Leslie Hore-Belisha – ministr války
- Sir Kingsley Wood – ministr letectva
- Winston Churchill – první lord admirality
- Lord Chatfield – ministr pro koordinaci obrany
- Lord Hankey – ministr bez portfeje

#### Změny
- 5. ledna 1940 – Leslie Hore-Belisha je ve funkci ministra války nahrazen      Oliverem Stanleym
- 3. dubna 1940 – Sir Samuel Hoare se stává ministrem letectva namísto Sira Kingsleyho Wooda. Lord Chatfield odchází z kabinetu a resort koordinace obrany je zrušen.

#### Legenda
- Konzervativní strana
- Liberální národní strana
- nezávislí

## Seznam členů kabinetu
- tučně jsou zvýrazněni členové válečného kabinetu

| Úřad                             | Člen kabinetu             | Strana               | Nástup do úřadu | Odchod z úřadu  |
| -------------------------------- | ------------------------- | -------------------- | --------------- | --------------- |
| Premiér                          | Neville Chamberlain       | Konzervativní strana | 3. září 1939    | 10. května 1940 |
| Lord prezident Státní rady       | Lord Stanhope             | Konzervativní strana | 3. září 1939    | 10. května 1940 |
| Lord kancléř                     | Vikomt Caldecote          | Konzervativní strana | 3. září 1939    | 10. května 1940 |
| Lord strážce pečeti              | Sir Samuel Hoare          | Konzervativní strana | 3. září 1939    | 3. dubna 1940   |
| Lord strážce pečeti              | Sir Kingsley Wood         | Konzervativní strana | 3. dubna 1940   | 10. května 1940 |
| Kancléř státní pokladny          | Sir John Simon            | Liberální národní    | 3. září 1939    | 10. května 1940 |
| Ministr zahraničí                | Vikomt Halifax            | Konzervativní strana | 3. září 1939    | 10. května 1940 |
| Ministr vnitra                   | Sir John Anderson         | nezávislý            | 3. září 1939    | 10. května 1940 |
| První lord admirality            | Winston Churchill         | Konzervativní strana | 3. září 1939    | 10. května 1940 |
| Ministr zemědělství a rybolovu   | Sir Reginald Dorman-Smith | Konzervativní strana | 3. září 1939    | 10. května 1940 |
| Ministr letectva                 | Sir Kingsley Wood         | Konzervativní strana | 3. září 1939    | 3. dubna 1940   |
| Ministr letectva                 | Sir Samuel Hoare          | Konzervativní strana | 3. dubna 1940   | 10. května 1940 |
| Ministr kolonií                  | Malcolm MacDonald         | Národní labouristé   | 3. září 1939    | 10. května 1940 |
| Ministr pro koordinaci obrany    | Lord Chatfield            | nezávislý            | 3. září 1939    | 3. dubna 1940   |
| Prezident Úřadu pro vzdělávání   | Lord De la Warr           | Národní labouristé   | 3. září 1939    | 3. dubna 1940   |
| Prezident Úřadu pro vzdělávání   | Herwald Ramsbotham        | Konzervativní strana | 3. dubna 1940   | 10. května 1940 |
| Ministr výživy                   | William Morrison          | Konzervativní strana | 3. září 1939    | 3. dubna 1940   |
| Ministr výživy                   | Lord Woolton              | Konzervativní strana | 3. dubna 1940   | 10. května 1940 |
| Ministr zdravotnictví            | Walter Elliot             | Konzervativní strana | 3. září 1939    | 10. května 1940 |
| Ministr dominií                  | Anthony Eden              | Konzervativní strana | 3. září 1939    | 10. května 1940 |
| Ministr pro Indii a Barmu        | Markýz ze Zetlandu        | Konzervativní strana | 3. září 1939    | 10. května 1940 |
| Ministr informací                | Lord Macmillan            | Konzervativní strana | 3. září 1939    | 5. ledna 1940   |
| Ministr informací                | Sir John Reith            | nezávislý            | 5. ledna 1940   | 10. května 1940 |
| Ministr války                    | Leslie Hore-Belisha       | Liberální národní    | 3. září 1939    | 5. ledna 1940   |
| Ministr války                    | Oliver Stanley            | Konzervativní strana | 5. ledna 1940   | 10. května 1940 |
| Ministr práce                    | Ernest Brown              | Liberální národní    | 3. září 1939    | 10. května 1940 |
| Kancléř vévodství lancasterského | William Morrison          | Konzervativní strana | 3. září 1939    | 3. dubna 1940   |
| Ministr pro Skotsko              | John Colville             | Konzervativní strana | 3. září 1939    | 10. května 1940 |
| Ministr bez portfeje             | Lord Hankey               | nezávislý            | 3. září 1939    | 10. května 1940 |
| Ministr zásobování               | Leslie Burgin             | Liberální národní    | 3. září 1939    | 10. května 1940 |
| Ministr námořní přepravy         | Sir John Gilmour          | Konzervativní strana | 3. září 1939    | 3. dubna 1940   |
| Ministr námořní přepravy         | Robert Hudson             | Konzervativní strana | 3. dubna 1940   | 10. května 1940 |
| Předseda obchodní rady           | Oliver Stanley            | Konzervativní strana | 3. září 1939    | 5. ledna 1940   |
| Předseda obchodní rady           | Sir Andrew Duncan         | nezávislý            | 5. ledna 1940   | 10. května 1940 |
| Ministr dopravy                  | Euan Wallace              | Konzervativní strana | 3. září 1939    | 10. května 1940 |